# ربا هيلاني
ربا هيلاني هيَ متسابقة دراجة سورية، وقد مثلت ربا بَلدها في بطولة العالم لسباق الدراجات على الطريق 2011، وفي عام 2010 كانت ربا المُتسابقة العربية الوحيدة في سباقات المضمار خلال البطولة الآسيوية في أبريل 2010، وحلت ربا في المركز الحادي عشر.

## النتائج الرئيسية
2014
بَطلة بُطولة سباق الطرق الوطنية.

## روابط خارجية
- ربا هيلاني على موقع إحصائيات الدراجات الإحترافية (الإنجليزية)